# Trametes hirsuta
Espèce
Synonymes
- Boletus nigromarginatus Schwein.[2]
- Coriolus hirsutus (Wulfen) Pat.[2]
- Coriolus nigromarginatus (Schwein.) Murrill[2]
- Coriolus vellereus (Berk.) Pat.[2]
- Coriolus velutinus P. Karst.[2]
- Fomes gourliei (Berk.) Cooke[2]
- Hansenia hirsuta (Wulfen) P. Karst.[2]
- Hansenia vellerea (Berk.) P. Karst.[2]
- Microporus galbanatus (Berk.) Kuntze[2]
- Microporus hirsutus (Wulfen) Kuntze[2]

Trametes hirsuta est une espèce de champignons de la famille des Polyporaceae.